# Aframomum laurentii
Aframomum laurentii är en enhjärtbladig växtart som först beskrevs av De Wild. och Théophile Alexis Durand, och fick sitt nu gällande namn av Karl Moritz Schumann. Aframomum laurentii ingår i släktet Aframomum och familjen Zingiberaceae.
Artens utbredningsområde är Kongo-Kinshasa. Inga underarter finns listade i Catalogue of Life.